# Религиозная принадлежность Джорджа Буша
Религиозная принадлежность Джорджа Буша — система религиозных взглядов сорок третьего президента США Джорджа Буша. Она широко обсуждалась с первых дней его президентства. Буш был воспитан как член Епископальной церкви США, но позже он её оставил, чтобы стать методистом, как его жена Лора. Но при этом по многим социальным проблемам, он поддерживает положения, значительно более консервативные, чем более-менее прогрессивная Методистская церковь. В отличие от других президентов США Джордж первый срок своего президентства пытался популяризировать «Инициативы, основанные на вере», введённое им понятие. Критики назвали это шагом вперёд к преодолению разделения церкви и государства. Главным образом подобные действия были сфокусированы на христианстве, однако данные «инициативы» учитывали также иудейские и мусульманские социальные программы.
Буш также выделял влияние жены на свои религиозные убеждения. В течение длительного времени Джордж Буш злоупотреблял алкоголем, но, дойдя до определенного момента в своей жизни, решил жить по христианским законам.
Из-за особенности учения Методистской церкви, Буш верит, что Бог лично разговаривает с ним. Религия являлась важным фактором в принятии Бушем политических решений. Известен случай, когда во время посещения Бушем церкви, проповедник сказал ему, что Бог против войны с Ираком. На что Буш ответил: «Да? А мне Он сказал другое».
Буш пытался отстаивать право человека на свободу вероисповедания. Джордж Буш утвердил 16 января 2006 года Днем религиозной свободы в Америке в память о принятом в 1786 году Вирджинском билле о религиозной свободе и Первой поправке к Конституции США, защищающей религиозные права.
...право на религиозную свободу лежит в основании Америки. Творцы Конституции США осознавали важность соблюдения свободы религии при закладывании основ демократии. В результате сегодня наша Конституция защищает право индивида на самоопределение при выборе и выражении собственной веры.

## Высказывания Буша на тему религии
- Бог говорит через меня. (16 июля 2004)[8]
- Бог сказал мне напасть на Аль-Каиду, и я напал на них. И заранее он проинструктировал меня напасть на Саддама, что я и сделал. С поддержкой Бога на нашей стороне мы одержим победу[8].
- Иранский режим зол. Они плохие. Ираном управляет параноидальный клуб нетерпимых мужчин, которые думают, что Бог говорит с ними и только с ними. (19 июля 2005)[8].
- Мы отклоняем любые формы религиозной дискриминации и продолжаем противостоять предрассудкам и посягательствам на религиозную свободу

## Отношение к другим религиям
До начала войны в Ираке Джордж Буш не знал, что существуют два основных направления в исламе: суннизм и шиизм. 10 августа 2006 года Джордж Буш заявил:
Нация все еще находится в состоянии войны с исламскими фашистами, которые используют любую возможность, чтобы уничтожить нас, любящих свободу.
Такие высказывания вызывали широкий резонанс в исламском мире.
Однако Джордж Буш пытался и заручиться поддержкой мусульман. Не единожды в качестве гостя посещал Вашингтонскую мечеть. Заявлял: «Ислам несет в себе свидетельства божественной справедливости и требует от человека моральной ответственности». Однако такие слова вызвали критику среди американской общественности, например об этом заявлял журналист Пат Робертсон.
В своих выступлениях Буш проводил черту между экстремистами и правоверными мусульманами:
Они думают, что, сея хаос и насилие, они могут поколебать стремление мусульман жить свободно и в мире. Мы говорим им: вы не представляете мусульман и не представляете ислам и вы не преуспеете.